# Ba (egyptisk mytologi)
Ba är ett svåröversatt egyptiskt begrepp som ofta vilseledande översätts med "själ". Ba står för en existensform bland gudar och människor. Gudar och kungar är försedda med en viss mängd Ba som påvisar deras makt. Ba betecknar också de dödas livskrafter, som till skillnad från mumien, utgör den dödes aktiva, rörliga element.